# Thomas H. Moorer

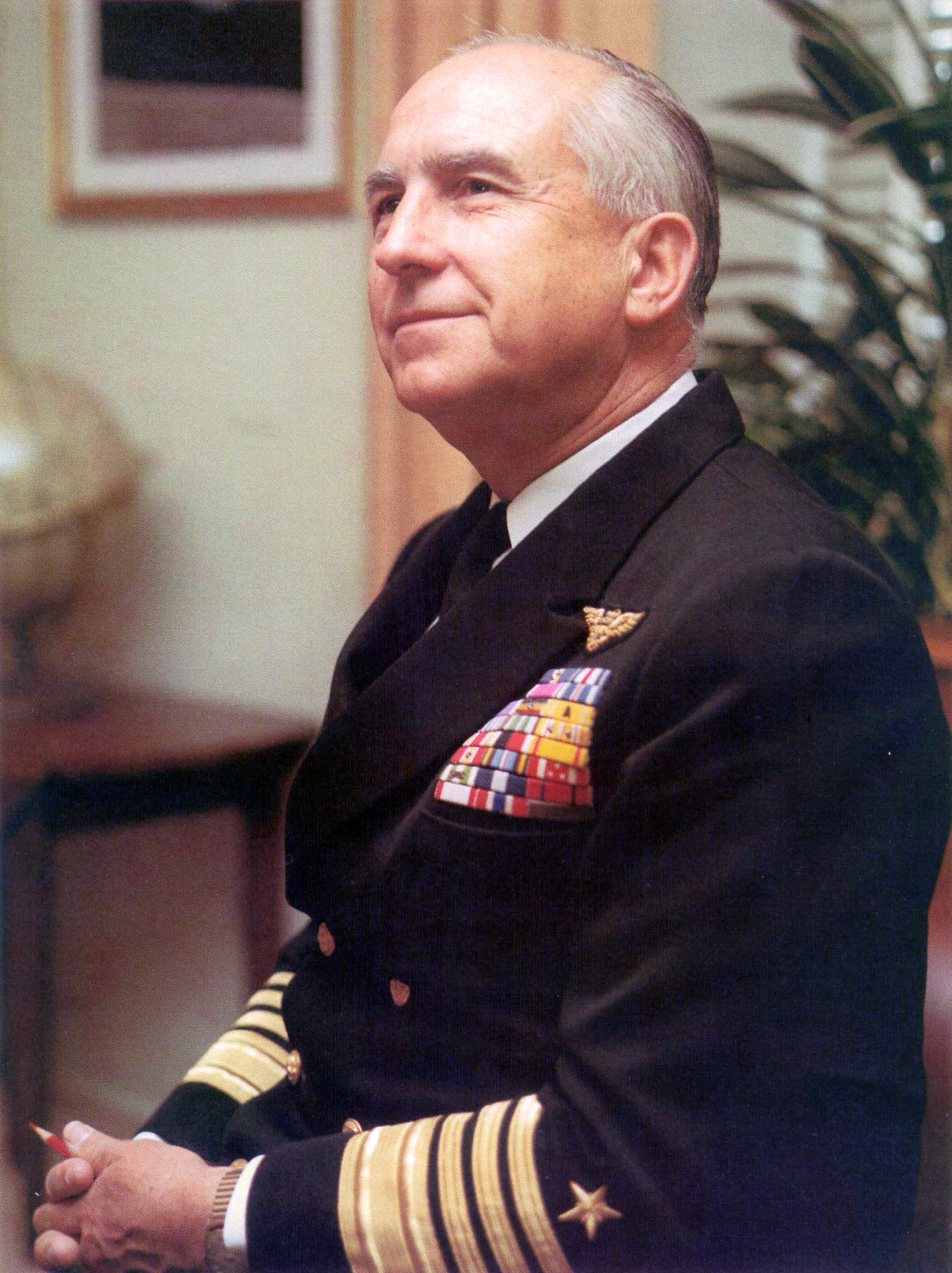
Thomas H. Moorer

Thomas Hinman Moorer (* 9. Februar 1912 in Mount Willing, Alabama; † 5. Februar 2004 in Bethesda, Maryland) war ein Admiral der US Navy. Während des Vietnamkrieges diente er von 1967 bis 1970 als Chief of Naval Operations und von 1970 bis 1974 als Vorsitzender der Joint Chiefs of Staff.

## Leben

### Frühe Jahre
Thomas Moorer, Sohn von R. R. Moorer, einem Zahnarzt, und Hulda Moorer, wuchs in Eufaula, Alabama auf. Mit 15 graduierte er von der Cloverdale High School in Montgomery. Aufgrund seines Alters musste er noch zwei Jahre warten, bis er die US Naval Academy in Annapolis, Maryland besuchen durfte, die er 1933 mit seinem Offizierspatent als Ensign abschloss.
Nachdem er 1936 das Marineflieger-Training an der Naval Air Station in Pensacola, Florida beendet hatte, flog er zunächst für die Jagdstaffel VF-1B an Bord der Langley und der Lexington. 1937 wurde er in die Jagdstaffel VF-6 auf die Enterprise versetzt, wo er zwei Jahre lang blieb. Schließlich wurde er als Pilot einer Consolidated PBY „Catalina“ mit der 22. Patrouillenstaffel (VP-22) in Pearl Harbor stationiert.

### Zweiter Weltkrieg
In Pearl Harbor, Hawaii gehörte Moorer, nun im Rang eines Lieutenant, zu den ersten Piloten die nach dem japanischen Angriff am 7. Dezember 1941 abhoben, um nach japanischen Kampfverbänden zu suchen. 1942 wurde seine Staffel verlegt, um bei der Verteidigung von Niederländisch-Ostindien (das heutige Indonesien) zu helfen.
Am 19. Februar 1942 wurde er auf einem Aufklärungsflug vor der australischen Küste abgeschossen und von einem philippinischen Frachter aus dem Wasser geholt. Nur kurz darauf wurde auch dieses Schiff von japanischen Fliegern angegriffen und versenkt. Moorer koordinierte die Evakuierung des Schiffes mit zwei Rettungsbooten und führte sie auf eine unbewohnte Insel, von der sie vier Tage später von der Royal Australian Air Force gerettet wurden. Für seinen heroischen Einsatz wurde ihm ein Silver Star und ein Purple Heart verliehen.
Drei Monate später erhielt er das Distinguished Flying Cross für Versorgungsflüge nach Timor und den Abtransport von Verletzten trotz japanischer Luftüberlegenheit.
Im März 1943 übernahm er das Kommando über die Bomberstaffel VB-132, die von Kuba und Afrika aus operierte.

### Nachkriegszeit
Nach der japanischen Kapitulation im August 1945 verhörte Moorer bis Mai 1946 japanische Offizielle im Rahmen des Strategic Bombing Survey. Die folgenden zwei Jahre verbrachte er an der Bombenteststation der Marineflieger auf Chincoteague, Virginia, bis er den Posten des Operationsoffiziers an Bord der Midway übernahm. Den gleichen Posten hatte er anschließend auch in der vierten Träger-Division inne. 1950 wurde Moorer zum Captain befördert. In diesem Rang besuchte er das Naval War College in Rhode Island und kommandierte im Anschluss die Salisbury Sound.

### Flaggoffizier
1957 diente Moorer im Rang eines Rear Admiral im Büro des Chief of Naval Operations (CNO) als Assistent des CNO, bevor er das Kommando über die sechste Träger-Division übernahm. Vier Jahre später kehrte er zu einer weiteren Dienstzeit in das Büro des CNO zurück.
1962 wurde Moorer zum Vice Admiral befördert und übernahm das Kommando über die Siebte Flotte. Ab Juni 1964, mittlerweile im Rang eines Admiral, kommandierte er die gesamte US-Pazifikflotte. Nur ein Jahr später wurde er Oberkommandierender der Atlantikflotte. Damit war Moorer der erste Offizier der US Navy der je beide Flotten befehligt hatte.

### Chief of Naval Operations

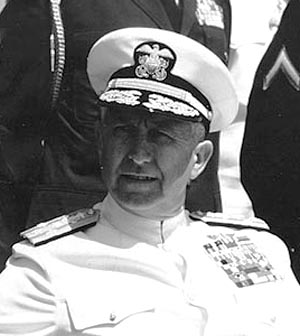
Moorer an Bord USS Saratoga, Mai 1969

Im August 1967 wurde er von Präsident Johnson zum 18. Chief of Naval Operations berufen. Diesen Posten hatte er von 1967 bis 1970, auf dem Höhepunkt des Vietnamkrieges, inne. Präsident Nixon ernannte ihn schließlich am 2. Juli 1970 zum siebten Vorsitzenden der Vereinigten Stabschefs. Diesen Posten hatte durch Moorer nach 13 Jahren wieder ein Vertreter der US Navy inne. 1972 wurde Moorer als ältester aktiver Marineflieger der Grey Eagle Award verliehen, den er bis zu seinem Ruhestand am 2. Juli 1974 trug. Zusätzlich wurde ihm während der Zeremonie zu seinem Ruhestand die Defense Distinguished Service Medal mit Eichenlaub verliehen, die höchste militärische US-Auszeichnung in Friedenszeiten. Insgesamt diente Moorer 41 Jahre in der Navy.

### Späte Jahre
Auch während seines Ruhestandes blieb Moorer der Öffentlichkeit erhalten, indem er aktuelle Geschehnisse und Entscheidungen der US-Regierung offen kommentierte. 1998 verklagte er CNN wegen der Behauptung in einem Bericht, er habe während des Vietnamkrieges den Einsatz von Nervengas in Laos zugelassen. Eine Untersuchung zeigte jedoch, dass es nicht genug Beweise gab, um diese Behauptung zu stützen, und der Fall wurde gegen Zahlung eines unbekannten Betrages eingestellt. Admiral Moorer starb am 5. Februar 2004 mit 91 Jahren im Bethesda Naval Hospital, Maryland. Sein Grab befindet sich auf dem Nationalfriedhof Arlington.
2017 veröffentlichte das National Security Archive Auszüge seiner Tagebücher.

## Auszeichnungen
Auswahl der Dekorationen, sortiert in Anlehnung der Order of Precedence of the Military Awards:
- Defense Distinguished Service Medal (2 x)
- Navy Distinguished Service Medal (5 x)
- Silver Star
- Legion of Merit
- Distinguished Flying Cross
- Großkreuz des Ritterordens von Avis
- Orden der Aufgehenden Sonne 1. Klasse
- Großkreuz des Ordens von Oranien-Nassau
- Großes Verdienstkreuz des Verdienstordens der Bundesrepublik Deutschland
- Großkreuz des Sankt-Olav-Ordens
- Großkreuz des Verdienstordens der Italienischen Republik